# 新アメリカ聖書改訂版
『新アメリカ聖書改訂版』（しんアメリカせいしょかいていはん、New American Bible Revised Edition, NABRE） は20年以上を経て出版された新アメリカ聖書の主な最新改訂版である。カトリックの翻訳として、新アメリカ聖書はキリスト教教義奉仕団体の資金援助によって、1970年に完全な形で出版された。
新約聖書の改訂作業、13人の翻訳家と5人の編集者による作業は1978年に始まり、1986年に終了した。旧約聖書の改訂作業は1991年に詩篇から始められ、30人の翻訳家と6人の編集者によって完成した。旧約聖書の残りの本の改訂は40人の翻訳家と8人の編集者によって1994年に始められた。詩篇は2009年から2010年の間に別の7人の翻訳家と2人の編集者によって再改訂された。
旧約聖書の完全な改訂は2010年にアメリカ合衆国カトリック司教協議会によって公式に是認された。新約聖書の1986年版と新しく改訂された旧約聖書は『新アメリカ聖書改訂版』として2011年3月9日に同時に発売された。

## 聖書の出典
新約聖書の出典の大部分は『連合聖書協会』第3版と『ネストレ・アーラント』第26版に拠っている。詳細は次の通り: 
出典:  "この翻訳で採用されているギリシア語のテクストは、クルト・アーラント、マシュー・ブラック、カルロ・マリア・マルティーニ、ブルース・メッツガー、そしてアレン・ウィクグレンによって編集された第3版のギリシア語の新約聖書であり、1975年に連合聖書協会によって出版された。句読点と印刷に於ける異なる批評的な器具と変動で、同じテクストが1979年にシュトゥットガルトに拠点を置くドイツ聖書協会によってネストレ・アーラントの第26版として出版された。この版も同様に助言を受けた。少数の例外も在ったが、様々な読み方がなされた時、主な異文に載っている出来事が注釈で示されているにも拘わらず、この翻訳はこれらのギリシア語版に書かれてある通りの読み方に従っている。
旧約聖書の引用:  "...可能な限りに於いて、根底にあるギリシア語がヘブライ語（あるいは、幾つかの場合ではアラム語やギリシア語）に一致する場合にはいつでも、旧約聖書の引用の翻訳は新アメリカ聖書の旧約に一致させている。しかし新約聖書の引用はしばしば七十人訳聖書や他の底本に従って、あるいは記憶に基づいているので、したがって多くの場合で新約聖書の文言の翻訳は旧約聖書に現れて来る文言と一致しない。これらの場合の幾つかは注釈で説明されている"。
旧約聖書の主な出典は新アメリカ聖書の、特にビブリア・ヘブライカ・シュトゥットガルテンシア、七十人訳聖書と死海文書の方法から来ている。シナイ写本のような他の出典の詳細は次の通り:
"旧約聖書の翻訳が受け入れられたテクストを仮定するところでは、従来の、もしくは現存している形式が必要とされ、追加の論評が不必要とされる時、場合によってはヘブライ語、アラム語、あるいはギリシア語がよく知られた版で普通に入れられている。翻訳家がそれらの受け入れられたテクストから逸脱したところでは、マソラ本文より寧ろクムラン文書を採用することによってより良いテクストの伝統と判断されているものを読むことを是認すること、クムラン文書から、もしくは伝達の際に外見上失われた部分を読むこと、そうした変化は新アメリカ聖書の注釈の改訂版に収められている。幾つかの巻のテクストの伝統についての追加情報はその巻の導入部分と同じ箇所の注釈部分で見付かる。
"特に、最も利用価値の高い七十人訳聖書の欠陥と同様に、クムランの洞窟から見付かった文書の四つの文書から復元されたアラム語やヘブライ語で書かれたトビト記の失われた巻の断片は、サムエル記上とサムエル記下の準備に於いて助言を受けている。この巻の翻訳で使用されているシナイ写本のギリシア語の欠陥に相当な部分で一致させている。マカバイ記1の失われた本来のヘブライ語テクストは現存するギリシア語による最も古い文書で代用している。ユディト、マカバイ記2、そしてエステルの一部も同様にギリシア語の文書から訳されている。ベン・シラの知恵の翻訳は保存されている限り、古代の版からの訂正を行って、元来のヘブライ語に基礎を置いている。そうでない場合は、ギリシア語による七十人訳聖書に拠っている。バルク書の中では、根底にある現存していないヘブライ語の形式から派生する幾つかの読み方で、基本的テクストは七十人訳聖書のギリシア語である。第二正典のダニエルの一部(3:24–90; 13:1–14:42)では、基本的テクストは所謂テオドティオーンに、時折七十人訳聖書のギリシア語テクストに従って改訂されている"。

## 改訂の必要性
報道向けの声明で、アメリカ合衆国カトリック司教協議会は旧約聖書を改訂する必要性について三つの理由を挙げた。
第一に、新しい翻訳は聖書研究に於ける現代の学術的進展を役立たせ、そして同時代の英語に近づけより正確な翻訳にするために言語の変化を適応させることを目指す。
第二に、新しい翻訳は歴史的なテクストの伝統に接近するのにより良い死海文書のような最近発見された古代の写本の優位性を活用する。
第三に、新しい翻訳はそれ以前の翻訳よりもより文字通りの正確な翻訳をするために最良の写本翻訳の伝統を使っている。報道向けの声明は『新アメリカ聖書改訂版』が多くの方法で従来の『新アメリカ聖書』よりも更に文字通りの翻訳になるだろうと主張する。特に詩篇には、元のヘブライ語の具体的な修辞的表現を保ち、簡単に歌いもしくは暗誦するためにスムーズでリズムの良い翻訳を提供するために、特別な注意が向けられた。

## 旧約聖書
1990年の8月には、カトリック聖書協会が新アメリカ聖書の旧約聖書の改訂を促すと決断した。1994年には、アメリカ合衆国カトリック司教協議会がその決断と改訂を指示する運営と編集委員会の設置に同意した。旧約聖書の大部分のための編集委員会は、8 人の編集者と40人の翻訳家で構成されていた。2002年には、（詩篇を除いて）旧約聖書が完成し、（その前に聖書翻訳再考のためのアド・ホック委員会に）それがカトリックの翻訳として適切であるか否かを判断するために聖書翻訳小委員会に送られた。2008年9月には、旧約聖書最後の巻『エレミア書』が小委員会によって承認された。
2008年11月に、（注釈や導入部分を含めて）旧約聖書がアメリカ合衆国カトリック司教協議会によって是認された。しかしながら、彼らは1991版の詩篇と共に出版することを認めなかった。新アメリカ聖書の詩篇の最終的改訂は聖書の翻訳文とリトゥルギアム・アウテンティカムとをより厳しく一致させるために小委員会によって厳密に調べられる提案を使って行われた。

### 詩篇
詩篇 は『新アメリカ聖書改訂版』の発表の原因となった改訂作業をしている間に旧約聖書の中で最も物議を醸す一冊だった。その論争はアメリカ合衆国に於いてカトリック教会の公式典礼で『新アメリカ聖書』本文使用の採用に関連がある。
最初の1991年版の改訂版詩篇は、広範囲に渡って性中立的言語を使っていたという理由でバチカンの典礼秘跡省によって典礼での使用を拒否された。
例: “Blessed the man” （詩篇第1章1篇）-- ヘブライ語の直訳—は1991年の改訂で“happy those”に変更された。この特有の言い回しは2010年の詩篇で“Blessed the man”に戻された。
詩篇の現在の典礼テクストは、2000年にローマ・カトリックの典礼で使用するために聖座の特任委員会やアメリカ合衆国カトリック司教協議会の監督の下で改められた。バチカンの特任委員会は幾つかの箇所で、例えば話者が性別不明の誰かに言及する場合（"man"というところに"person"という言葉を充てる）性中立的言語を使用することを認めたが、神やキリストに関する変更は全て拒絶した。
『新アメリカ聖書改訂版』で見付かる新しく改訂された詩篇はリトゥルギアム・アウテンティカムや典礼秘跡省によって発布された文書の方針に従っている。詩篇の新しい翻訳全体を通じて、性中立的言語の使用は限定され本来のヘブライ語と結合して使われた適切な性別を限定した代名詞を使っている。

### 使用された言葉の変更
『新アメリカ聖書改訂版』で見付かるより重要な変化の一つは、本来意図された意味とはかなり異なる現代の含有言語を運ぶ単語や言い回しを転換することである。例えば"cereal"は"grain"に、"booty"は"plunderに変えられた"。

#### 具体例
| 新アメリカ聖書 | 新アメリカ聖書改訂版                                                                                      |
| --- | --- |
| レビ記2章1節--"When anyone wishes to bring a cereal offering to the LORD, his offering must consist of fine flour." | レビ記2章1節--"When anyone brings a grain offering to the LORD, the offering must consist of bran flour." |
| イザヤ書49章24-2節--"Thus says the LORD: Can booty be taken from a warrior?"                                        | イザヤ書49章24-2節--"Can plunder be taken from a warrior [?]"                                             |

同様に、"holocaust"は"burnt offering"に変更された。"holocaust"という言葉は現代英語ではほとんど第二次世界大戦中の実行されたユダヤ人大虐殺のみを指し示すようになった。聖書での意味を捉えるために、神に捧げられる犠牲に言及する際に本文を通して「大虐殺」に替えるために、翻訳者は"burnt offering"（焼いた生け贄）という表現を選んだ。

## テクスト変更の例
| 新アメリカ聖書 | 新アメリカ聖書改訂版 |
| --- | --- |
| ヨエル書 3章1-5節 Then afterward I will pour out my spirit upon all mankind. Your sons and daughters shall prophesy, your old men shall dream dreams, your young men shall see visions; Even upon the servants and the handmaids, in those days, I will pour out my spirit. And I will work wonders in the heavens and on the earth, blood, fire, and columns of smoke; The sun will be turned to darkness, and the moon to blood, At the coming of the Day of the LORD, the great and terrible day. Then everyone shall be rescued who calls on the name of the LORD; For on Mount Zion there shall be a remnant, as the LORD has said, And in Jerusalem survivors whom the LORD shall call. | ヨエル書 3章1-5節 It shall come to pass I will pour out my spirit upon all flesh. Your sons and daughters will prophesy, your old men will dream dreams, your young men will see visions. Even upon your male and female servants, in those days, I will pour out my spirit. I will set signs in the heavens and on the earth, blood, fire, and columns of smoke; The sun will darken, the moon turn blood-red. Before the day of the LORD arrives, that great and terrible day. Then everyone who calls upon the name of the LORD will escape harm. For on Mount Zion there will be a remnant, as the LORD has said, And in Jerusalem survivors whom the LORD will summon.  |
| シラ書 51章:1-4a節 I give you thanks, O God of my father; I praise you, O God my savior! I will make known your name, refuge of my life; you have been my helper against my adversaries. You have saved me from death, and kept back my body from the pit, From the clutches of the nether world you have snatched my feet; you have delivered me, in your great mercy From the scourge of a slanderous tongue, and from lips that went over to falsehood; From the snare of those who watched for my downfall, and from the power of those who sought my life; From many a danger you have saved me, from flames that hemmed me in on every side.                                            | シラ書 51章:1-4a節 I give you thanks, Lord and King, I praise you, God my savior! I declare your name, refuge of my life, because you have ransomed my life from death; You held back my body from the pit, and delivered my foot from the power of Sheol. You have preserved me from the scourge of the slanderous tongue, and from the lips of those who went over to falsehood. You were with me against those who rise up against me; You have rescued me according to your abundant mercy From the snare of those who look for my downfall, and from the power of those who seek my life. From many dangers you have saved me, from flames that beset me on every side. |

## 性中立的言語
一般的に、性中立的言語とは、特に例えばhe/him/men/manといった総称の男性形を避けることによって特に女性を含むことが公式化された言語である。男性を示す代名詞は時々北米英語では一方の性に限定されると受け止められるので、『新アメリカ聖書改訂版』は人間に言及する際には全て性中立的な単語を使って翻訳している。扱いにくい言い回しを作成する場合を除き、性中立的言語は規則である。『新アメリカ聖書改訂版』の発売を待っている更に保守的なカトリック教徒の間で最も強く心配されていた事柄の一つは、聖書が所謂「水平」の性中立的言語で訳されるか、それとも「垂直」の性中立的言語に訳されるかのどちらになるかだった。現代の典礼や聖書の学者は「水平」の性別に触れない言語、人間同士の関係に言及するそれらの単語や言い回しと「垂直」な性別に触れない言語、人間と神との関係を意味する言語とを区別をする。一部のプロテスタント教徒とカトリック教徒は性中立的な編集方針は一切容認出来ないと気が付いた。バチカンの聖書翻訳の規制は「現代の敏感さで進行中の「修正」又は「改善」無しで、聖書翻訳は神の言葉を本来の人間の言語に忠実に反映すべし」と含んでおり、世間の感情に配慮して翻訳することを支持していない。

### 水平的な性中立的言語
聖書翻訳に関連して、「水平」的な性中立的言語は片方の性別に偏る代名詞や単語、例えば"man"とか"mankind"を性中立的代名詞に、例えば"he"の替わりに文法的に論争の的となる単数のtheyか、もしくは"you"を用いて訳している。他の例は"men"の替わりに"people"を、"brethren"の替わりに"brothers & sisters"を用いている。したがって、聖書の特定の一節は、男性と女性とを同等に扱うというより、その教えを男性のみに限定していると思い込ませることを避けるために、性中立的言語に関係するのかもしれない。
アメリカ合衆国カトリック司教協議会が行った非公式記者会見によると、『新アメリカ聖書改訂版』は「テクスト本来の意味を反映している。本来の素材の大半は、特に物語り文学の部分では、片方の性別に偏っており、そのまま残してある」とのことである。

### 垂直的な性中立的言語
現代の性別に関する敏感さを考慮、水平的な性中立的言語が一般的に理解可能な適合であると観られるのに反して、「垂直的」な性中立的言語は—如何なるキリスト教の神を指し示す代名詞や指示対象物であろうと、伝統とキリスト教の黙示との断絶であると考えられている。カトリックの教導権は三位一体の三位格—父、子、あるいは聖霊—を指し示す如何なる性中立的言語は容認出来ないと明確にしている。カトリックの教えによると、特にイエス・キリストが男性として受肉に関する教えを考慮して、神は常に男性的存在として書かれたり言われたりしなければならないとされている。
アメリカ合衆国カトリック司教協議会は非公式記者会見で『新アメリカ聖書改訂版』では「神に関する全ての言及は伝統的な男性代名詞の使用を保っている」と表明した。

## 完成した改訂の発表と使用
2011年1月には、アメリカ合衆国カトリック司教協議会が新アメリカ聖書(NAB)の第四版が同年3月9日に発売されると発表した。'"New American Bible, Revised Edition"'、あるいはNABREとして知られていたが、新アメリカ聖書第四版は新しく改訂された旧約聖書や改訂された詩篇、そして1986年の第二版からの新約聖書を含んでいる。新アメリカ聖書改訂版がリトゥルギアム・アウテンティカムの方針に従うことに対し新アメリカ聖書の改訂を提供する間に、アメリカ合衆国に於いて聖書日課で新アメリカ聖書改訂版を使用するという計画は一切発表されなかった。アメリカ合衆国カトリック司教協議会はミサは「新アメリカ聖書翻訳の、以前の改訂」から取られた聖書日課を今後も使い続ける、承認は「私的な使用と学習」のためであると表明した。
2011年3月9日の『新アメリカ聖書改訂版』発売記者会見の中で、ウェブ上の雑誌や出版物の様々な記事と同様に、地方のニュース局、ナショナル・パブリック・ラジオとNBC全米のニュース番組でインタビューが放送された。

## 新アメリカ聖書改訂版を出版することが認められている出版社
- Saint Benedict Press
- オックスフォード大学出版局
- Catholic Book Publishing
- Fireside Books
- Our Sunday Visitor
- Soul-Centered Enterprises
- アメリカ聖書協会
- Liturgical Press
- Autom
- Royal
- Saint Mary’s Press
- DeVore
- JustWord

## 参照項目
- 英語訳聖書
- 言語別聖書の一覧